# Natalie Haenisch

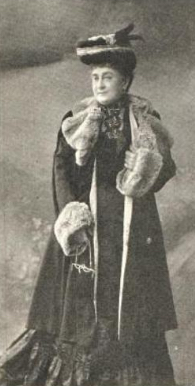
Natalie Haenisch, 1905

Natalie Haenisch, auch Natalie Hänisch (* 3. Juni 1837 in Marienwerder; † 13. Oktober 1921) war eine deutsche Opernsängerin (Sopran) und Gesangspädagogin.

## Leben
Haenisch, die Tochter eines Gerichtsrates, wurde in Dresden, wo sie im Pensionate war, von Joseph Tichatschek im Singen gefördert und für den Bühnenberuf bestimmt. Die Gesangsmeister Ferdinand Böhm in Dresden, Gustav Wilhelm Teschner in Berlin und François Delsarte in Paris übernahmen ihre Ausbildung.
Ihr Debüt gab sie 1859 in Rostock als „Gräfin“ in Figaros Hochzeit. Von 1860 bis 1861 war sie in Braunschweig (Antrittsrolle „Nachtwandlerin“), 1862 in Schwerin (Antrittsrolle „Agathe“) und trat sodann in den Verband des Hoftheaters in Dresden (Antrittsrolle „Dinorah“). Dort blieb sie bis 1870 und arbeitete danach gastierend in Wien, Berlin, Paris, Hamburg, Frankfurt, Leipzig etc., teils auch als Bühnen-, aber auch als Konzertsängerin.
Zu ihrem Repertoire gehörten auch „Lucia“, „Elsa“, „Regimentstochter“, „Susanne“, „Margarethe“ etc. Sie zeichnete sich als eine geschmackvolle, trefflich geschulte Sängerin aus, deren Stimme von einem wirkungsvollen Spiel bestens unterstützt wurde. Die Künstlerin, die auch zur Kammersängerin ernannt wurde, arbeitete nach dem Ende ihrer aktiven Karriere als Gesangspädagogin in Dresden. Zu ihren Schülern zählte u. a. Elisabeth Schumann.
Ihr Grab befindet sich auf dem Johannisfriedhof in Dresden.